# محوطه کوده ۱
محوطه کوده ۱ مربوط به دوران پیش از تاریخ ایران باستان - است و در شهرستان رشتخوار، بخش جنگل، روستای کوده واقع شده و این اثر در تاریخ ۲۴ اسفند ۱۳۸۳ با شمارهٔ ثبت ۱۱۶۶۹ به‌عنوان یکی از آثار ملی ایران به ثبت رسیده است.